# Lijst van county's in North Carolina
De Amerikaanse staat North Carolina is onderverdeeld in 100 county's.

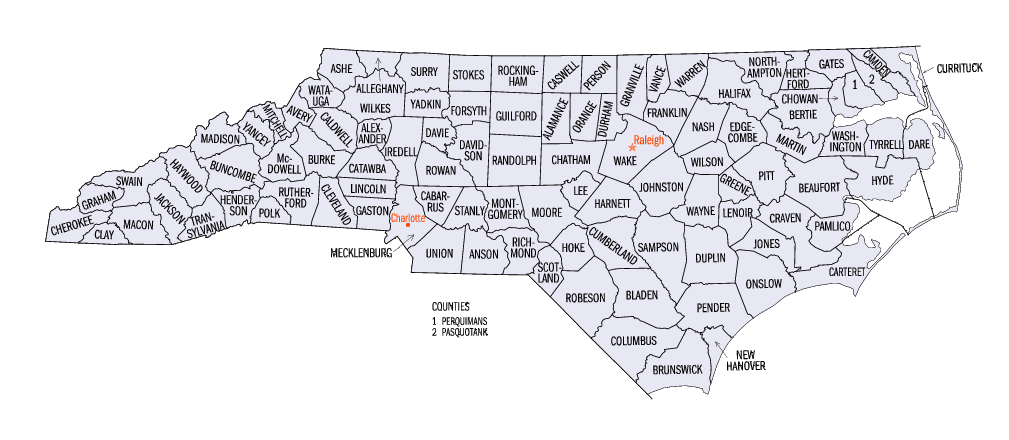
County's van North Carolina

| County       | Inwoners 1 juli 2007 | Hoofdplaats    | Inwoners 1 juli 2007 |
| ------------ | -------------------- | -------------- | -------------------- |
| Alamance     | 145.360              | Graham         | 14.390               |
| Alexander    | 36.396               | Taylorsville   | 1822                 |
| Alleghany    | 10.915               | Sparta         | 1783                 |
| Anson        | 25.202               | Wadesboro      | 5104                 |
| Ashe         | 25.531               | Jefferson      | 1363                 |
| Avery        | 17.776               | Newland        | 654                  |
| Beaufort     | 45.771               | Washington     | 10.055               |
| Bertie       | 18.601               | Windsor        | 2132                 |
| Bladen       | 32.301               | Elizabethtown  | 3773                 |
| Brunswick    | 99.214               | Bolivia        | 182                  |
| Buncombe     | 226.771              | Asheville      | 73.875               |
| Burke        | 88.975               | Morganton      | 17.108               |
| Cabarrus     | 163.262              | Concord        | 64.653               |
| Caldwell     | 79.454               | Lenoir         | 17.876               |
| Camden       | 9490                 | Camden         |                      |
| Carteret     | 63.238               | Beaufort       | 4192                 |
| Caswell      | 23.261               | Yanceyville    | 2125                 |
| Catawba      | 155.646              | Newton         | 13.284               |
| Chatham      | 61.455               | Pittsboro      | 2543                 |
| Cherokee     | 26.499               | Murphy         | 1565                 |
| Chowan       | 14.635               | Edenton        | 4992                 |
| Clay         | 10.238               | Hayesville     | 462                  |
| Cleveland    | 98.453               | Shelby         | 21.351               |
| Columbus     | 54.046               | Whiteville     | 5218                 |
| Craven       | 96.746               | New Bern       | 28.170               |
| Cumberland   | 306.518              | Fayetteville   | 171.853              |
| Currituck    | 23.960               | Currituck      |                      |
| Dare         | 33.776               | Manteo         | 1296                 |
| Davidson     | 156.530              | Lexington      | 20.338               |
| Davie        | 40.516               | Mocksville     | 4587                 |
| Duplin       | 52.979               | Kenansville    | 900                  |
| Durham       | 256.500              | Durham         | 217.847              |
| Edgecombe    | 52.647               | Tarboro        | 10.296               |
| Forsyth      | 338.774              | Winston-Salem  | 215.348              |
| Franklin     | 57.222               | Louisburg      | 3698                 |
| Gaston       | 202.535              | Gastonia       | 71.059               |
| Gates        | 11.737               | Gatesville     | 303                  |
| Graham       | 7858                 | Robbinsville   | 703                  |
| Granville    | 55.045               | Oxford         | 8602                 |
| Greene       | 20.405               | Snow Hill      | 1577                 |
| Guilford     | 465.931              | Greensboro     | 247.183              |
| Halifax      | 55.060               | Halifax        | 328                  |
| Harnett      | 108.721              | Lillington     | 3215                 |
| Haywood      | 56.430               | Waynesville    | 9879                 |
| Henderson    | 100.810              | Hendersonville | 11.953               |
| Hertford     | 23.206               | Winton         | 898                  |
| Hoke         | 42.422               | Raeford        | 3455                 |
| Hyde         | 5172                 | Swan Quarter   |                      |
| Iredell      | 151.445              | Statesville    | 26.122               |
| Jackson      | 36.751               | Sylva          | 2428                 |
| Johnston     | 157.437              | Smithfield     | 12.544               |
| Jones        | 10.127               | Trenton        | 262                  |
| Lee          | 57.973               | Sanford        | 28.675               |
| Lenoir       | 56.761               | Kinston        | 22.346               |
| Lincoln      | 73.106               | Lincolnton     | 10.703               |
| Macon        | 32.608               | Franklin       | 3938                 |
| Madison      | 20.309               | Marshall       | 831                  |
| Martin       | 23.598               | Williamston    | 5423                 |
| McDowell     | 43.537               | Marion         | 5092                 |
| Mecklenburg  | 867.067              | Charlotte      | 671.588              |
| Mitchell     | 15.786               | Bakersville    | 351                  |
| Montgomery   | 27.451               | Troy           | 3386                 |
| Moore        | 84.435               | Carthage       | 2021                 |
| Nash         | 92.949               | Nashville      | 4580                 |
| New Hanover  | 190.432              | Wilmington     | 99.623               |
| Northampton  | 20.830               | Jackson        | 651                  |
| Onslow       | 162.745              | Jacksonville   | 74.614               |
| Orange       | 124.313              | Hillsborough   | 5551                 |
| Pamlico      | 12.577               | Bayboro        | 695                  |
| Pasquotank   | 40.543               | Elizabeth City | 19.505               |
| Pender       | 49.865               | Burgaw         | 4068                 |
| Perquimans   | 12.498               | Hertford       | 2140                 |
| Person       | 37.356               | Roxboro        | 8684                 |
| Pitt         | 152.068              | Greenville     | 76.058               |
| Polk         | 19.036               | Columbus       | 979                  |
| Randolph     | 140.145              | Asheboro       | 24.176               |
| Richmond     | 45.985               | Rockingham     | 8887                 |
| Robeson      | 128.149              | Lumberton      | 21.763               |
| Rockingham   | 92.421               | Wentworth      | 2761                 |
| Rowan        | 137.383              | Salisbury      | 28.736               |
| Rutherford   | 63.012               | Rutherfordton  | 4031                 |
| Sampson      | 63.641               | Clinton        | 8847                 |
| Scotland     | 36.364               | Laurinburg     | 15.493               |
| Stanly       | 59.195               | Albemarle      | 15.483               |
| Stokes       | 46.072               | Danbury        | 112                  |
| Surry        | 72.380               | Dobson         | 1455                 |
| Swain        | 13.643               | Bryson City    | 1391                 |
| Transylvania | 29.984               | Brevard        | 6687                 |
| Tyrrell      | 4121                 | Columbia       | 801                  |
| Union        | 184.675              | Monroe         | 31.633               |
| Vance        | 42.992               | Henderson      | 15.897               |
| Wake         | 832.970              | Raleigh        | 375.806              |
| Warren       | 19.410               | Warrenton      | 740                  |
| Washington   | 12.915               | Plymouth       | 3589                 |
| Watauga      | 44.541               | Boone          | 13.843               |
| Wayne        | 113.590              | Goldsboro      | 37.639               |
| Wilkes       | 66.844               | Wilkesboro     | 3171                 |
| Wilson       | 76.754               | Wilson         | 47.804               |
| Yadkin       | 37.797               | Yadkinville    | 2860                 |
| Yancey       | 18.456               | Burnsville     | 1644                 |

Alabama · Alaska · Arizona · Arkansas · Californië · Colorado · Connecticut · Delaware · Florida · Georgia · Hawaï · Idaho · Illinois · Indiana · Iowa · Kansas · Kentucky · Louisiana · Maine · Maryland · Massachusetts · Michigan · Minnesota · Mississippi · Missouri · Montana · Nebraska · Nevada · New Hampshire · New Jersey · New Mexico · New York · North Carolina · North Dakota · Ohio · Oklahoma · Oregon · Pennsylvania · Rhode Island · South Carolina · South Dakota · Tennessee · Texas · Utah · Vermont · Virginia · Washington · West Virginia · Wisconsin · Wyoming